# Йенисахра
„Йенисахра“ (на турски: Yenisahra) е квартал в район Аташехир, Истанбул, Турция. Населението му е 11 999 души (2007). Намира се в анадолската част на града, на границата с район Кадъкьой. Става квартал през 1974 г.